# Det Østasiatiske Kompagni
Det Østasiatiske Kompagni var ett handelshus och transportföretag med huvudkontor i Köpenhamn. Aktieselskabet Det Østasiatiske Kompagni (ØK) grundades på initiativ av Hans Niels Andersen 1897. Verksamheten växte till att omfatta handel och transport över hela världen. Resterna av Det Østasiatiske Kompagni heter sedan 2019 EAC Invest A/S.

## Historia

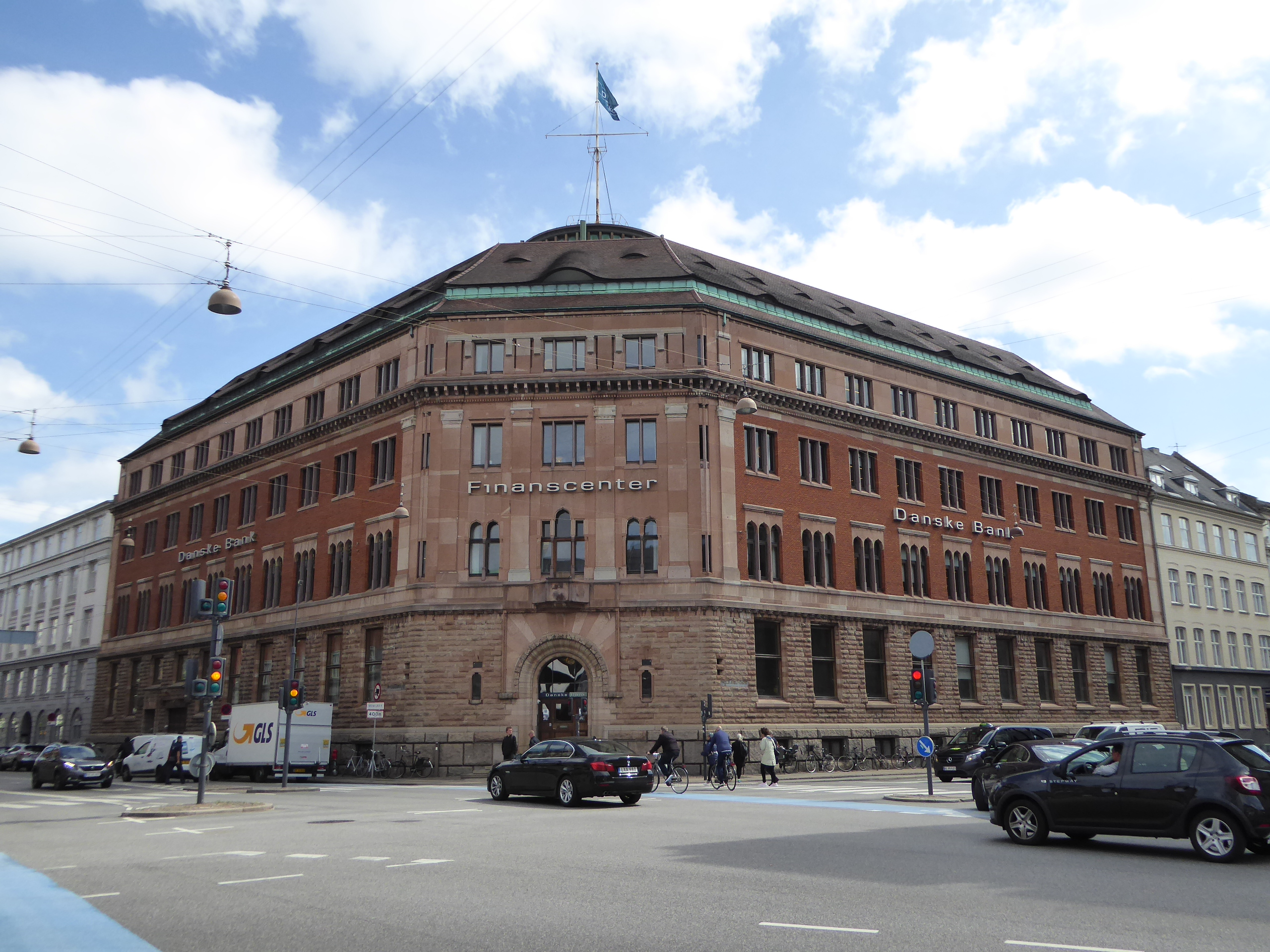
Det Østasiatiske Kompagnis tidigare huvudkontor i Köpenhamn.

Hans Niels Andersen tillbringade sin ungdom till sjöss, huvudsakligen i de ostasiatiska farvattnen, bedrev fraktningsaffärer, handlade med teakträ och grundade 1884 i Bangkok firman Andersen & co., som snabbt arbetades upp till en import- och exportaffär i stor skala. Under ett besök i hemlandet lyckades Andersen intressera Isak Glückstadt och Landmandsbanken för danska affärer på Ostasien, och 1897 bildades på grundval av Andersen & co. Det Östasiatiske Kompagni.
Under Andersens ledarskap och tack vare hans eminenta duglighet och initiativrikedom utvecklade sig till ett av Danmarks mest vittspännande och inflytelserika affärsföretag. 1900 erhöll Andersen etatsråds titel. Svenska Ostasiatiska Kompaniet samseglade med Det Østasiatiske Kompagni.
Bolaget var pionjär när det gällde stora kommersiella motordrivna fartyg genom sina beställningar av MS Selandia och MS Fionia hos Burmeister & Wain. Passagerartrafik drevs fram till 1969. 1970 var bolaget Skandinaviens största sett till omsättning och hade under storhetstiden på 70-talet 40 000 medarbetare. Bolaget blev skuldsatt på grund av oljekrisen och tvingades sälja av stora delar av verksamheten från 1980-talet och framåt. 
Danmark gjorde anspråk på ön Water Island under 1700-talet. 1905 såldes ön till Det Østasiatiske Kompagni. Medan de resterande delarna av Danska Västindien såldes till USA 1917 kvarstod ön i Det Østasiatiske Kompagnis ägo fram till 1944.